# Apodiphus amygdali
Apodiphus amygdali ist eine Wanzenart aus der Familie der Baumwanzen (Pentatomidae). Sie ist die Typusart der Gattung Apodiphus im Tribus Halyini. Im Englischen trägt die Wanze auch die Bezeichnung Fruit Trees Stink Bug („Obstbaum-Stinkwanze“).

## Merkmale
Die Wanzen werden etwa 15 Millimeter lang, wobei die Weibchen etwas größer werden als ihre männlichen Artgenossen. Die graubraunen oder schwarzen Wanzen sind ockerfarben meliert. Mittig auf dem Kopfschild verläuft eine ockerfarbene Strichzeichnung. Das Connexivum (auf der Seite sichtbarer Teil des Abdomens) ist schwarz-ockerfarben gescheckt. Beine und Fühler sind graubraun bis schwarz gefärbt.

## Verbreitung und Lebensraum
Die Art kommt in der Paläarktis vor. Das Verbreitungsgebiet reicht von Norditalien, Österreich im Westen über den Balkan und Kleinasien bis in den Nahen Osten (Israel, Syrien, Irak),  Mittleren Osten (Iran) sowie nach Zentralasien (Tadschikistan).

## Lebensweise
Apodiphus amygdali ist eine phytophage Wanze und gilt als Agrarschädling. Zu ihren Futterpflanzen gehören Obstbäume wie Pflaume (Prunus domestica), Aprikose (Prunus armeniaca), Apfel (Malus pumila), Olive (Olea europaea), Birne (Pyrus communis) und Pistazie (Pistacia vera). Außerdem werden weitere Bäume befallen wie Silber-Pappel (Populus alba), Türkische Kiefer (Pinus brutia), Platane (Platanus orientalis), Feld-Ulme (Ulmus minor) und Silber-Weide (Salix alba). Die Imagines und Nymphen saugen an den Stängeln, Blättern und unreifen Früchten der Bäume.
Apodiphus amygdali bildet zwei Generationen pro Jahr. Die Wanzenart überwintert als Imago.